# Volterra (månkrater)
För andra betydelser, se Volterra (olika betydelser).
Volterra är en nedslagskrater på månens baksida. Volterra har fått sitt namn efter den italienske matematikern och fysikern Vito Volterra.
Kratern har en diameter på ungefär 55 kilometer.

## Satellitkratrar
| Gagarin | Latitud | Longitud | Diameter |
| ------- | ------- | -------- | -------- |
| R       | 56.2° N | 129.6° Ö | 10 km    |